# Jake Galea
Jake Galea (15 aprile 1996) è un calciatore maltese, portiere del Valletta e della nazionale maltese.

## Carriera

### Club
Ha esordito nella massima serie maltese con il St. Andrews nella stagione 2016-17. Si è in seguito trasferito per un anno nelle file degli Ħamrun Spartans, nelle quali non è però riuscito ad ottenere il ruoli di titolare. Dal 2018 milita per gli Sliema Wanderers, per i quali ha ricoperto il ruolo di primo portiere.
Nel settembre del 2021, al termine del suo contratto, si è accordato con il Balzan, club con il quale ha sottoscritto un accordo di durata annuale.

### Nazionale
Già stabilmente nel giro della selezione Under-21, ha esordito con la nazionale maggiore maltese il 7 ottobre 2020 nell'amichevole vinta per 2-0 su Gibilterra.

## Statistiche

### Cronologia presenze e reti in nazionale
| Cronologia completa delle presenze e delle reti in nazionale ― Malta | Cronologia completa delle presenze e delle reti in nazionale ― Malta | Cronologia completa delle presenze e delle reti in nazionale ― Malta | Cronologia completa delle presenze e delle reti in nazionale ― Malta | Cronologia completa delle presenze e delle reti in nazionale ― Malta | Cronologia completa delle presenze e delle reti in nazionale ― Malta | Cronologia completa delle presenze e delle reti in nazionale ― Malta | Cronologia completa delle presenze e delle reti in nazionale ― Malta |
| Data                                                                 | Città                                                                | In casa                                                              | Risultato                                                            | Ospiti                                                               | Competizione                                                         | Reti                                                                 | Note                                                                 |
| -------------------------------------------------------------------- | -------------------------------------------------------------------- | -------------------------------------------------------------------- | -------------------------------------------------------------------- | -------------------------------------------------------------------- | -------------------------------------------------------------------- | -------------------------------------------------------------------- | -------------------------------------------------------------------- |
| 7-10-2020                                                            | Ta' Qali                                                             | Malta                                                                | 2 – 0                                                                | Gibilterra                                                           | Amichevole                                                           | -                                                                    |                                                                      |
| 11-11-2020                                                           | Ta' Qali                                                             | Malta                                                                | 3 – 0                                                                | Liechtenstein                                                        | Amichevole                                                           | -                                                                    |                                                                      |
| 11-10-2021                                                           | Larnaca                                                              | Cipro                                                                | 2 – 2                                                                | Malta                                                                | Qual. Mondiali 2022                                                  | -                                                                    | 82’                                                                  |
| 1-6-2022                                                             | Ta' Qali                                                             | Malta                                                                | 0 – 1                                                                | Venezuela                                                            | Amichevole                                                           | -1                                                                   |                                                                      |
| Totale                                                               |                                                                      | Presenze                                                             | 4                                                                    |                                                                      | Reti                                                                 |                                                                      |                                                                      |

## Palmarès

### Club

#### Competizioni nazionali
- Challenge League: 1

Valletta: 2024-2025